# Zaútočit první
Zaútočit první (v anglickém originále First Strike) je 20. epizoda 3. řady sci-fi seriálu Hvězdná brána: Atlantida.

## Děj
Apollo dorazí na Atlantidu a plk. Abraham Ellis oznámí Dr. Weirové, že Asurané staví lodě s cílem zaútočit na Zemi. Ellis oznámí plán zaútočit na Asuras jadernými zbraněmi. Rodney McKay a Dr. Weirová s misí nesouhlasí. John Sheppard se připojí k misi.
Apollo vstoupí do hyperprostoru a doletí k Asurasu, planetě replikátorů. McKay na rozkaz plk. Ellise spustí platformu Horizon, z níž dopadne na nepřátelské cíle na povrchu planety 6 jaderných hlavic. John Sheppard v maskovaném jumperu zjistí rozsah škod způsobených úderem. Všechny primární a většina sekundárních systémů byla zničena.
Replikátoři v odvetě vyslali satelit (loď) s Hvězdnou branou k Atlantidě. Hvězdná brána se aktivuje a z červí díry je vyslán energetický paprsek, který zasáhne loď Apollo. Satelit však změní polohu a zasáhne planetu, paprsek se pohybuje po oceánu a zasáhne Atlantidu. Město je však chráněno štítem, který zvládne několik dnů odolávat útoku, navěky však energetický paprsek neudrží.
McKay vymyslí plán na záchranu, odstíní paprsek meteoritem a pak se pokusí s Atlantidou odletět. Nemají však dostatek energie a tak Sheppard vypíná na chvíli štít. Ve chvíli kdy dochází k jeho nahození projde paprsek replikátorů skrz meteorit a poškodí část Atlantidy a ta se pak ztratí v hyperprostoru.